# Loona Luxx
Pour les articles homonymes, voir Luxx.
Loona Luxx, née le 31 décembre 1979, à Nîmes, est une actrice pornographique franco-djiboutienne.

## Biographie
Après des études économiques (Licence en Gestion de Patrimoine), elle devient modèle de charme en posant pour différents magazines sous le pseudonyme de Droona Loren. Entre-temps, elle est engagée comme show-girl par un club parisien renommé, Le Pink  Paradise  puis elle tourne son premier film avec Marc Lelong (Canal +), Les Boîtes à Fantasmes en 2007. En juillet 2007, elle crée le buzz en posant pour des photos sexy devant le Viaduc de Millau pour le magazine Hot Vidéo.
C'est Francesco Fanelli, toujours en 2007, qui lui propose son premier film à gros budget : Vendetta (baptisé Revenge pour la version anglophone). À partir de 2009, elle oriente sa carrière vers le marché américain en signant avec la société Evil Angel; en mars 2009, elle est la vedette du Journal du Hard sur Canal +,, ce qui lui permet de toucher un public relativement large.
Elle a joué depuis avec des stars comme Rocco Siffredi, Manuel Ferrara, Lexington Steele ou Choky Ice.

## Nominations
- 2009 : AVN Award – Best All-Girl Group Sex Scene – Top Wet Girls
- 2009 : AVN Award – Best POV Sex Scene – Pole Position POV 8
- 2009 : AVN Award – Best Tease Performance – Raw
- 2009 : AVN Award – Best Threeway Sex Scene – Superwhores 11
- 2009 : AVN Award – Female Foreign Performer Of The Year
- 2009 : Hot d'Or – Best French Female Performer
- 2010 : AVN Award – Best Anal Sex Scene – Anal Buffet

## Filmographie sélective
- All Internal 9 (2008)
- Amy Azurra's Gallery	 (2010)
- Anal Acrobats 3 (2008)
- Anal Buffet (2008)
- Ass Jazz 8 (2008)
- Ass Titans 2 (2009)
- Ass Traffic 6 (2009)
- Big Black Cock Addiction 6 (2009)
- Big Tits Boss 9 (2009)
- Billionaire (2008)
- Bimbo Club 3: Boobs Sex and Sun (2009)
- Black Reign 13 (2008)
- Breast of Hawaii (2009)
- Castings de Fred Coppula 4 (2008)
- Cheek Freaks 6	 (2008)
- Club Paradise (2009)
- Double Decker Sandwich 13 (2009)
- Drowning in Bitch Juice 3 (2008)
- Eskade the Submission (2008)
- Evil Anal 7 (2008)
- Foxy Tarts (2009)
- French Angels (2008)
- Fuck Slaves 3 (2008)
- Glamour Dolls 3 (2008)
- Hell Is Where the Party Is (2009)
- Housewife 1 on 1 13 (2009)
- Internal Damnation 1 (2008)
- Jack's POV 13 (2009)
- Manhammer 9 (2010)
- MILFs And Their Toys 3 (2008)
- MILFs Lovin' MILFs 2 (2008)
- Need For Seed 3 (2008)
- Pole Position 8 (2008)
- Rain Coater's Point of View 8 (2008)
- Raw Passion (2008)
- Rocco: Animal Trainer 30 (2009)
- Rocco: Puppet Master (2008)
- She Licks Girls 4 (2009)
- Slut Air: Flight 3 (2008)
- Slutty and Sluttier 6, 8  (2008)
- Sugarwalls Black Tales 4 (2008)
- Super Whores 11 (2008)
- Top Wet Girls 1 (2008)
- Weapons Of Ass Destruction 6 (2008)